# 모르스 (신화)
고대 로마 신화와 문학에서 모르스 (레토스로도 알려져 있다) 그리스의 타나토스에 상당하는 죽음의 신이다. "죽음"을 뜻하는 라틴어 명사 모르스, 소유격 모르티스는 여성 명사지만, 고대 로마 미술에서 죽음을 여자로 묘사했는 지는 알 수 없다. 그러나 라틴어 시인들은 단어의 성별을 준수하고 있다. 호라티우스는 팔리다 모르스, "창백한 죽음"에서 가난한 사람들의 가축우리 같은 집이나 왕의 탑이나 모두 그녀의 방법을 맞이한다고 기술했다. 세네카는 누구에게나 모르스는 차갑고, 그녀의 "뜨거운 낫"을 묘사했다. 티불루스는 모르스를 검은색이나 어두운 색으로 그렸다.

## 같이 보기
- 파르카이중 하나인 파르카 마우르티아 또는 모르타